# Nikolái Zúyev
Nikolái Vladimiróvich Zúyev –en ruso, Николай Владимирович Зуев– (Dnipropetrovsk, URSS, 7 de mayo de 1970) es un deportista ruso que compitió en bádminton.
Ganó una medalla de plata en el Campeonato Europeo de Bádminton de 1994, en la prueba de dobles. Participó en dos Juegos Olímpicos de Verano, en los años 1996 y 2004, ocupando el quinto lugar en Atlanta 1996, en la misma prueba.

## Palmarés internacional
| Campeonato Europeo | Campeonato Europeo       | Campeonato Europeo | Campeonato Europeo |
| Año                | Lugar                    | Medalla            | Prueba             |
| ------------------ | ------------------------ | ------------------ | ------------------ |
| 1994               | Den Bosch (Países Bajos) | Medalla de plata   | Dobles             |